# جایزه بزرگ ابوظبی
جایزه بزرگ ابوظبی (عربی: سباق جائزة أبوظبي الكبرى؛ انگلیسی: Abu Dhabi Grand Prix) یک مسابقه موتوری در رشتهٔ اتومبیل‌رانی فرمول یک است. این مسابقه در اوایل سال ۲۰۰۷ در جشنوارهٔ فرمول یک ابوظبی در امارات متحده عربی رونمایی شد. نخستین مسابقه از این سری مسابقات در تاریخ ۱ نوامبر ۲۰۰۹ در پیست یاس مارینا، که توسط هرمان تیلک طراحی شده‌است، برگزار شد.
فدراسیون بین‌المللی اتومبیل‌رانی در ۲۵ ژوئن ۲۰۰۸ تقویم موقت مسابقات جهانی فرمول یک فصل ۲۰۰۹ را اعلام کرد که شامل مسابقه جایزه بزرگ ابوظبی به‌عنوان نوزدهمین و آخرین مسابقهٔ فصل در تاریخ ۱۵ نوامبر می‌شد؛ با این حال،
در پنجم نوامبر ۲۰۰۸ اعلام شد که این مسابقه به عنوان مسابقهٔ نهایی فصل در ۱ نوامبر، دو هفته زودتر از تاریخ مشخص‌شدهٔ اولیه، و به‌عنوان هفدهمین و آخرین مسابقهٔ فصل برگزار خواهد شد.
مسابقهٔ افتتاحیهٔ این گراند پری که در ساعت ۱۷:۰۰ به وقت محلی برگزار شد، نخستین مسابقهٔ فرمول یک بود که در روز آغاز شده و در شب پایان می‌یافت. جهت کسب اطمینان از گذار یکپارچه و پیوسته از نور روز به تاریکی شب، نورافکن‌های مورد استفاده برای روشنایی پیست از زمان آغاز رویداد روشن شدند. مسابقات بعدی جایزه بزرگ ابوظبی که متعاقباً در فصل‌های بعد برگزار شدند نیز از به‌وقت غروب بوده‌اند.

## تاریخچه

### خاستگاه
فرمول یک نخستین بار در سال ۲۰۰۷ و در قالب اولین جشنوارهٔ فرمول یک تاریخ به ابوظبی آمد. ورود به این رویداد که در ژانویه ۲۰۰۷ رونمایی شده و در ۳ فوریه ۲۰۰۷ برگزار شد، رایگان بود. این جشنواره بزرگترین گردهمایی خودروها و راننده‌های کنونی فرمول یک خارج از یک رویداد جایزه بزرگ بود.
در این جشنواره اعلام شد که ابوظبی حق میزبانی مسابقهٔ جایزه بزرگ از سال ۲۰۰۹ تا ۲۰۱۶ را کسب کرده‌است. بعداً در همان سال در پی مذاکرات انجام‌گرفته، هواپیمایی اتحاد قراردادی سه‌ساله را برای تبدیل شدن به حامی مالی گراند پری ابوظبی منعقد کرد. این شرکت پس از آن در سال ۲۰۱۱ این قرارداد را با تا سال ۲۰۱۵ تمدید کرد، و در سال ۲۰۱۴ نیز اعلام شد که هواپیمایی اتحاد تا فصل ۲۰۲۱ حامی مالی این مسابقهٔ جایزه بزرگ خواهد بود.

### گراند پری افتتاحیه (۲۰۰۹)
جایزه بزرگ ابوظبی برای فصل ۲۰۰۹ به تقویم مسابقات افزوده‌شد. در ابتدا موقتاً اعلام شد که این رقابت در ۱۵ نوامبر به‌عنوان نوزدهمین و آخرین مسابقهٔ فصل برگزار خواهد شد. هر دو گراند پری کانادا و فرانسه بعداً از تقویم موقت فصل ۲۰۰۹ حذف شدند، و در نتیجه تاریخ برگزاری جایزه بزرگ ابوظبی به ۱ نوامبر ۲۰۰۹ منتقل شده و به آخرین رویداد در میان ۱۷ مسابقهٔ جایزه بزرگ فصل بدل شد. در اوت ۲۰۰۹ اعلام شد که این مسابقه در ساعت ۱۷:۰۰ به وقت محلی (۱۳:۰۰ یوتی‌سی) شروع خواهد شد و پس از غروب آفتاب از نورافکن برای روشنایی آن استفاده خواهد شد. در این مسابقهٔ افتتاحیه سباستین فتل موفق شد مقام اول مسابقه را برای تیم رد بول ریسینگ کسب کند.

## پیست
پیست یاس مارینا که توسط هرمان تیلک طراحی شده، در جزیره یاس واقع شده‌است – جزیره‌ای به وسعت ۲٬۵۵۰ هکتار (۲۵٫۵ کیلومتر مربع) در ساحل شرقی ابوظبی – و گراند پری ۲۰۰۹ ابوظبی نخستین رویداد مهمی بود که در این مسابقه برگزار شد.

### نگارخانه

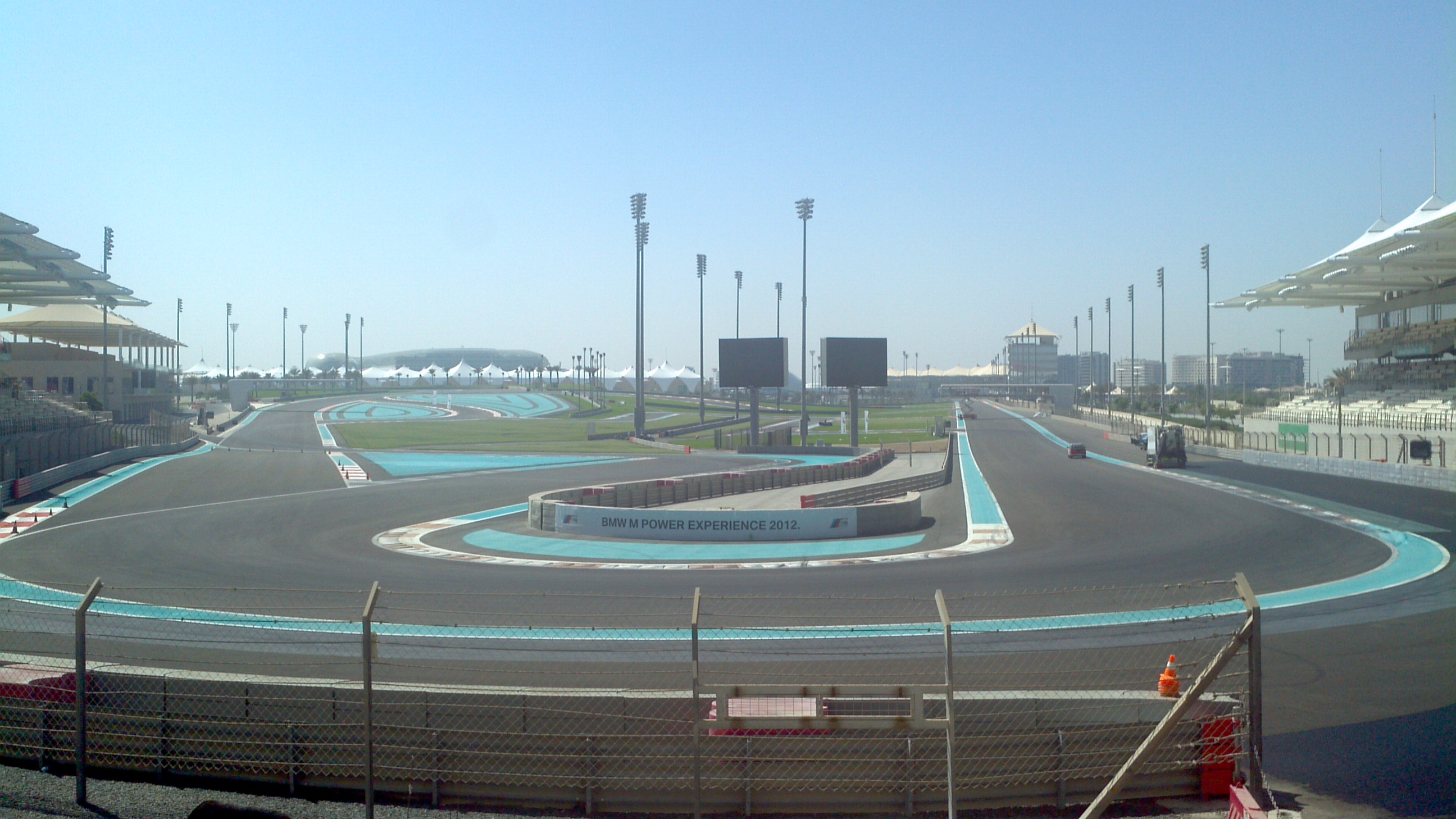
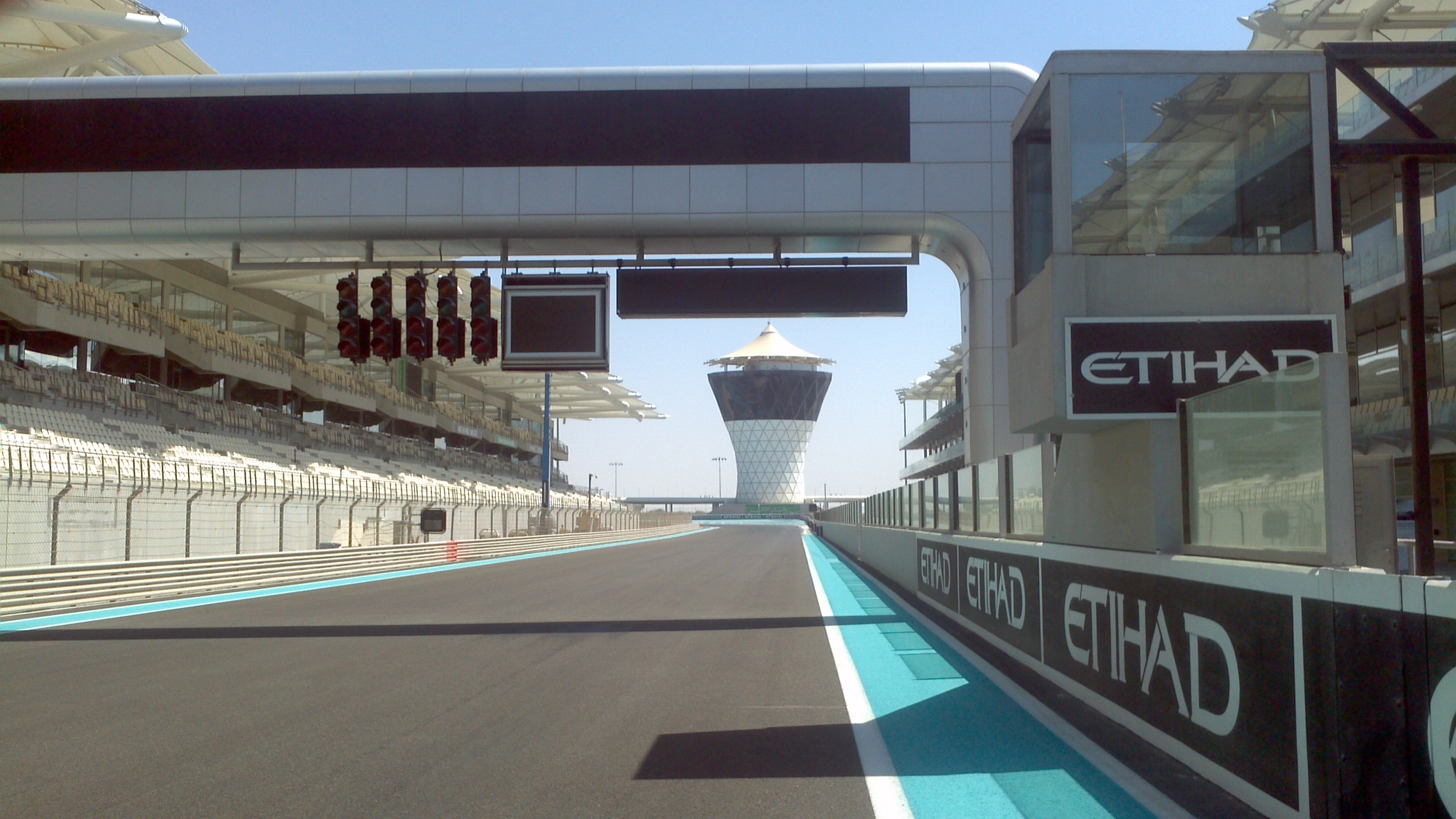

## حامیان مالی
- ۲۰۰۹–اکنون: جایزه بزرگ هواپیمایی اتحاد ابوظبی (حامی مالی نام)[۹][۱۰][۱۱]

## برندگان

### برندگان چندباره (رانندگان)
رانندگانی که نام آن‌ها به‌صورت پررنگ نوشته‌شده در حال حاضر نیز در فصل کنونی مسابقات قهرمانی جهان فرمول یک حاضر هستند.
| پیروزی‌ها | راننده        | سال‌های پیروزی                |
| -------- | ------------- | ---------------------------- |
| ۵        | لوئیس همیلتون | ۲۰۱۱، ۲۰۱۴، ۲۰۱۶، ۲۰۱۸، ۲۰۱۹ |
| ۳        | سباستین فتل   | ۲۰۰۹، ۲۰۱۰، ۲۰۱۳             |

### برندگان چندباره (سازندگان)
تیم‌هایی که نام آن‌ها به‌صورت پررنگ نوشته‌شده در حال حاضر نیز در فصل کنونی مسابقات قهرمانی جهان فرمول یک حاضر هستند.
| پیروزی‌ها | سازنده | سال‌های پیروزی                      |
| -------- | ------ | ---------------------------------- |
| ۶        | مرسدس  | ۲۰۱۴، ۲۰۱۵، ۲۰۱۶، ۲۰۱۷، ۲۰۱۸، ۲۰۱۹ |
| ۳        | رد بول | ۲۰۰۹، ۲۰۱۰، ۲۰۱۳                   |

### برندگان چندباره (تولیدکنندگان پیشرانه)
تولیدکنندگانی که نام آن‌ها به‌صورت پررنگ نوشته‌شده در حال حاضر نیز در فصل کنونی مسابقات قهرمانی جهان فرمول یک حاضر هستند.
| پیروزی‌ها | تولیدکننده | سال‌های پیروزی                            |
| -------- | ---------- | ---------------------------------------- |
| ۷        | مرسدس      | ۲۰۱۱، ۲۰۱۴، ۲۰۱۵، ۲۰۱۶، ۲۰۱۷، ۲۰۱۸، ۲۰۱۹ |
| ۴        | رنو        | ۲۰۰۹، ۲۰۱۰، ۲۰۱۲، ۲۰۱۳                   |

### بر پایه سال
| سال  | راننده        | سازنده       | گزارش |
| ---- | ------------- | ------------ | ----- |
| ۲۰۱۹ | لوئیس همیلتون | مرسدس        | گزارش |
| ۲۰۱۸ | لوئیس همیلتون | مرسدس        | گزارش |
| ۲۰۱۷ | والتری بوتاس  | مرسدس        | گزارش |
| ۲۰۱۶ | لوئیس همیلتون | مرسدس        | گزارش |
| ۲۰۱۵ | نیکو رزبرگ    | مرسدس        | گزارش |
| ۲۰۱۴ | لوئیس همیلتون | مرسدس        | گزارش |
| ۲۰۱۳ | سباستین فتل   | رد بول-رنو   | گزارش |
| ۲۰۱۲ | کیمی رایکونن  | لوتوس-رنو    | گزارش |
| ۲۰۱۱ | لوئیس همیلتون | مک‌لارن-مرسدس | گزارش |
| ۲۰۱۰ | سباستین فتل   | رد بول-رنو   | گزارش |
| ۲۰۰۹ | سباستین فتل   | رد بول-رنو   | گزارش |